# اسدالله همت یار
اسدالله همت یار (زاده: ۱۳۴۳ ولسوالی خروار، ولایت لوگر) سیاست‌مدار افغانستانی و نماینده مردم لوگر در دوره پانزدهم مجلس نمایندگان افغانستان است.

## زندگی‌نامه
اسدالله همت یار متولد ۱۳۴۳ از ولسوالی خروار ولایت لوگر افغانستان است. وی دارای مدرک تحصیلی ماستر/کارشناسی ارشد در رشته طب/پزشکی است.

## دیگر فعالیت‌ها
- پزشک در صحت عامه ولایت لوگر.[۱]
- عضو حزب حرکت انقلابی اسلامی.[۱]
- عضو گردهمایی‌های بزرگ اضطراری و تصویب قانون اساسی.[۱]